# Potamalosa richmondia
Potamalosa richmondia är en fiskart som först beskrevs av Macleay, 1879.  Potamalosa richmondia ingår i släktet Potamalosa och familjen sillfiskar. Inga underarter finns listade i Catalogue of Life.